# Daniel Tschumy
Daniel Tschumy, né le 26 avril 1964 à Lausanne, est un écrivain, poète et enseignant vaudois.

## Biographie
Daniel Tschumy fréquente le collège de Morges, puis le gymnase du Belvédère à Lausanne, avant d'étudier les lettres à l'Université de Lausanne. Il rédige un mémoire intitulé Lecture de Luc Dietrich : "Le Bonheur des tristes" et "L'apprentissage de la ville" et obtient sa licence en 1988.
Un séjour aux États-Unis l'amène à l'enseignement de l'anglais au gymnase du Bugnon, puis au gymnase de la Cité à Lausanne.
En 1995, il publie Prélude, puis Filatures, en 1997, aux éditions Ouverture, suivi par Un autre accord, recueil de poèmes en prose publié aux Éditions Samizdat, en l'an 2000. En 2006 paraît Passer outre, (Éditions Samizdat).

## Sources
- « Daniel Tschumy », sur la base de données des personnalités vaudoises sur la plateforme « Patrinum » de la Bibliothèque cantonale et universitaire de Lausanne.
- 24 heures 28 mars 2000.